# Saverio Montingelli

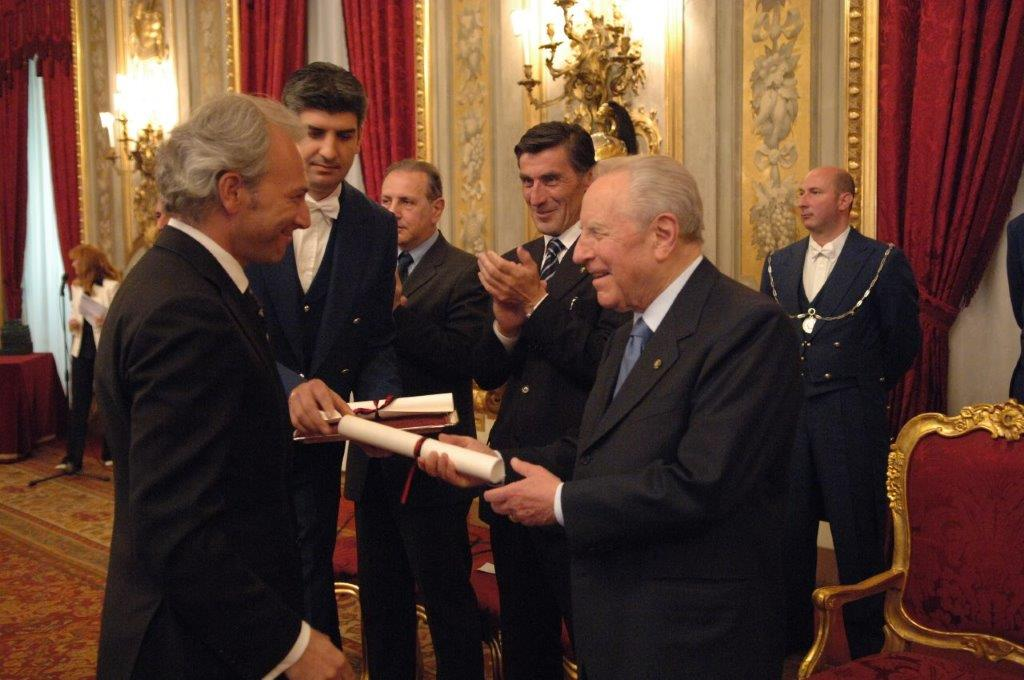
Il Presidente Carlo Azeglio Ciampi consegna al giornalista Saverio Montingelli il Premio Saint-Vincent per il giornalismo 2005

Saverio Montingelli (Andria, 8 maggio 1959) è un giornalista italiano.

## Biografia
Inizia la sua carriera giornalistica nel 1975 nelle radio locali pugliesi dove idea, conduce e cura trasmissioni politiche, sportive e di intrattenimento.
Nel 1978 è corrispondente da Andria del Corriere dello Sport, e dal 1985 collabora come giornalista sportivo, di cronaca e di politica con l'emittente privata di Andria "Telesveva". Dopo aver lavorato come addetto Stampa del Bari Calcio, entra nella redazione barese della Rai nel 1991, dove si occupa di sport, società e cronaca e nel 1993 approda nella redazione romana.
Giornalista professionista dal 1994, iscritto all'Ordine dei Giornalisti del Lazio, tre anni dopo viene assunto in Rai diventando membro della redazione di Rai Sport.
L'anno successivo è promosso inviato speciale Rai. Ha seguito per anni, in qualità di inviato, le squadre italiane in Champions League ed Europa League e diverse edizioni dei Mondiali ed Europei di calcio.
È stato, inoltre, inviato per la Domenica Sportiva, Dribbling, 90º minuto e La Settimana Ventura.
Nel 2005 ha ricevuto dal Presidente della Repubblica Carlo Azeglio Ciampi, il premio giornalistico Saint-Vincent.

## Riconoscimenti
- Premio Saint-Vincent per il giornalismo nel 2005
- Premio Giornalistico Leonardo Azzarita nel 2009
- Premio USSI (Unione Stampa Sportiva Italiana) nel 2019